# Middle Frisco
Middle Frisco è un census-designated place (CDP) degli Stati Uniti d'America della contea di Catron nello Stato del Nuovo Messico. La popolazione era di 77 abitanti al censimento del 2010. La comunità è parte di San Francisco Plaza.

## Geografia fisica
Secondo lo United States Census Bureau, il CDP ha una superficie totale di 1,55 km², dei quali 1,41 km² di territorio e 0,14 km² di acque interne (9,17% del totale).

## Società

### Evoluzione demografica
Secondo il censimento del 2010, la popolazione era di 77 abitanti.

### Etnie e minoranze straniere
Secondo il censimento del 2010, la composizione etnica del CDP era formata dal 77,92% di bianchi, lo 0% di afroamericani, lo 0% di nativi americani, lo 0% di asiatici, lo 0% di oceanici, il 14,29% di altre razze, e il 7,79% di due o più etnie. Ispanici o latinos di qualunque razza erano il 58,44% della popolazione.